# Mynes cottonis
Mynes cottonis är en fjärilsart som beskrevs av Smith 1894. Mynes cottonis ingår i släktet Mynes och familjen praktfjärilar. Inga underarter finns listade i Catalogue of Life.